# Nowiny (powiat lubelski)
Nowiny – wieś w Polsce położona w województwie lubelskim, w powiecie lubelskim, w gminie Głusk.
Do 1997 nazywały się Nowiny Zemborzyckie i były częścią wsi Prawiedniki.
Nowiny są najdalej na zachód wysuniętą wsią Gminy Głusk.
W latach 1975–1998 miejscowość administracyjnie należała do ówczesnego województwa lubelskiego.
Wieś stanowi sołectwo gminy Głusk.
Wierni Kościoła rzymskokatolickiego należą do parafii św. Floriana w Krężnicy Jarej.